# Registro de Monumentos y Patrimonio de Alabama

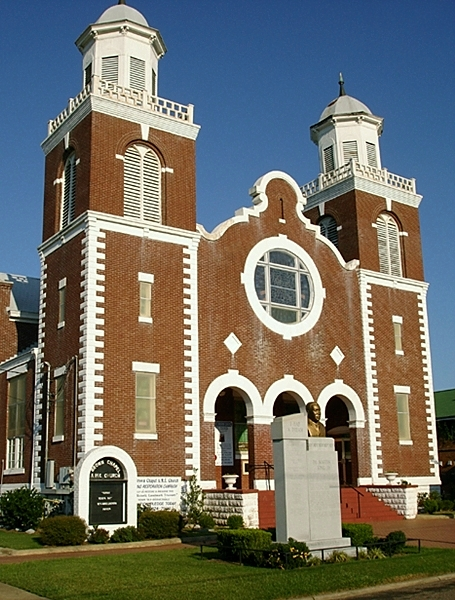
Iglesia AME Brown Chapel en Selma, Alabama. Incluido en el Registro de Monumentos y Patrimonio de Alabama el 16 de junio de 1976. Es un ejemplo de una propiedad que posteriormente fue incluida en el Registro Nacional de Lugares Históricos en 1982 y declarada Monumento Histórico Nacional en 1997.

El Registro de Monumentos y Patrimonio de Alabama, comúnmente conocido como Registro de Alabama, es una lista oficial de edificios, sitios, estructuras, objetos y distritos considerados dignos de preservación en el estado estadounidense de Alabama. Estas propiedades, que pueden ser de importancia nacional, estatal y local, son designadas por la Comisión Histórica de Alabama. La designación es honoraria y no conlleva restricciones ni incentivos directos. El registro incluye propiedades tales como cementerios, iglesias, propiedades trasladadas, propiedades reconstruidas y propiedades de al menos 40 años de antigüedad que normalmente no califican para ser incluidas en el Registro Nacional de Lugares Históricos. Hay aproximadamente 1421 propiedades y distritos que figuran en el Registro de Alabama. De estos, aproximadamente 196 también están incluidos en el Registro Nacional de Lugares Históricos y 5 están designados como Monumentos Históricos Nacionales.

## Nominación
El Registro de Alabama fue creado por la Comisión Histórica de Alabama para brindar al público una manera rápida y fácil de otorgar reconocimiento a las propiedades históricas. Se alienta a las personas interesadas en el reconocimiento histórico en Alabama a comenzar con el programa Registro de Monumentos y Patrimonio de Alabama. Cualquiera puede presentar nominaciones a la Comisión Histórica de Alabama. Luego, un comité de revisión del personal determina si la propiedad nominada cumple con los criterios de selección establecidos y la propiedad se agrega al registro si se cumplen los criterios.
Las nominaciones de propiedades para el Registro de Alabama también ayudan a la Comisión Histórica de Alabama a determinar si una propiedad es elegible para ser incluida en el Registro Nacional.

## Criterios de selección
Los criterios generales para la inclusión en el Registro de Alabama incluyen que la propiedad tenga al menos 40 años y esté asociada con eventos de importancia estatal o local, asociados con la vida de personas de importancia estatal o local, representativas de un tipo, estilo o período de la arquitectura, o asociado con la historia o la prehistoria de Alabama. También debe poseer integridad de ubicación y construcción y transmitir un sentimiento por el tiempo y el lugar de construcción.
Las estructuras que se han movido de sus ubicaciones originales, los edificios históricos reconstruidos y las propiedades que tienen menos de 40 años generalmente no se consideran para su inclusión. Aquellos que han sido trasladados o reconstruidos pueden considerarse si han sido reubicados sensiblemente en un sitio similar al original, se asemejan mucho a la construcción del edificio significativo original o son de importancia excepcional para el estado.

## Número de propiedades por condado
|        | Condado    | Numero de propiedades y distritos |
| ------ | ---------- | --------------------------------- |
| 1      | Autauga    | 15                                |
| 2      | Baldwin    | 27                                |
| 3      | Barbour    | 12                                |
| 4      | Bibb       | 11                                |
| 5      | Blount     | 23                                |
| 6      | Bullock    | 23                                |
| 7      | Butler     | 36                                |
| 8      | Calhoun    | 39                                |
| 9      | Chambers   | 20                                |
| 10     | Cherokee   | 10                                |
| 11     | Chilton    | 13                                |
| 12     | Choctaw    | 9                                 |
| 13     | Clarke     | 22                                |
| 14     | Clay       | 7                                 |
| 15     | Cleburne   | 7                                 |
| 16     | Coffee     | 10                                |
| 17     | Colbert    | 20                                |
| 18     | Conecuh    | 37                                |
| 19     | Coosa      | 13                                |
| 20     | Covington  | 17                                |
| 21     | Crenshaw   | 6                                 |
| 22     | Cullman    | 49                                |
| 23     | Dale       | 11                                |
| 24     | Dallas     | 68                                |
| 25     | DeKalb     | 44                                |
| 26     | Elmore     | 50                                |
| 27     | Escambia   | 14                                |
| 28     | Etowah     | 29                                |
| 29     | Fayette    | 4                                 |
| 30     | Franklin   | 14                                |
| 31     | Geneva     | 4                                 |
| 32     | Greene     | 16                                |
| 33     | Hale       | 12                                |
| 34     | Henry      | 7                                 |
| 35     | Houston    | 12                                |
| 36     | Jackson    | 21                                |
| 37     | Jefferson  | 92                                |
| 38     | Lamar      | 4                                 |
| 39     | Lauderdale | 38                                |
| 40     | Lawrence   | 14                                |
| 41     | Lee        | 31                                |
| 42     | Limestone  | 17                                |
| 43     | Lowndes    | 21                                |
| 44     | Macon      | 14                                |
| 45     | Madison    | 42                                |
| 46     | Marengo    | 20                                |
| 47     | Marion     | 10                                |
| 48     | Marshall   | 19                                |
| 49     | Mobile     | 30                                |
| 50     | Monroe     | 17                                |
| 51     | Montgomery | 74                                |
| 52     | Morgan     | 31                                |
| 53     | Perry      | 12                                |
| 54     | Pickens    | 13                                |
| 55     | Pike       | 17                                |
| 56     | Randolph   | 4                                 |
| 57     | Russell    | 17                                |
| 58     | St. Clair  | 20                                |
| 59     | Shelby     | 44                                |
| 60     | Sumter     | 13                                |
| 61     | Talladega  | 41                                |
| 62     | Tallapoosa | 13                                |
| 63     | Tuscaloosa | 48                                |
| 64     | Walker     | 15                                |
| 65     | Washington | 8                                 |
| 66     | Wilcox     | 25                                |
| 67     | Winston    | 4                                 |
| Total: | Total:     | 1496                              |